# بیلی بیگار
بیلی بیگار (انگلیسی: Billy Biggar؛ ۱۶ اکتبر ۱۸۷۴ – ۱۱ ژوئیهٔ ۱۹۳۵) بازیکن فوتبال اهل بریتانیا بود.
از باشگاه‌هایی که در آن بازی کرده‌است می‌توان به باشگاه فوتبال واتفورد، باشگاه فوتبال فولام، و باشگاه فوتبال وستهام یونایتد اشاره کرد.